# Wacker-Verfahren
Das Wacker-Verfahren ist ein großtechnisches Verfahren der chemischen Industrie, bei dem durch Dehydratisierung von Essigsäure im ersten Schritt Keten hergestellt wird, das durch Anlagerung von Essigsäure weiter zu Essigsäureanhydrid reagiert.

## Geschichte
Das Verfahren zur Herstellung von Essigsäureanhydrid über die Darstellung von Keten aus Essigsäure wurde 1922 von der Wacker Chemie entwickelt.

## Verfahren
Die Dehydratisierung von Essigsäure wird bei Temperaturen von etwa 700 bis 750 °C unter Triethylphosphat-Katalyse und reduziertem Druck durchgeführt:

1. Stufe: Keten-Herstellung aus Essigsäure

Das entstehende Gemisch wird unter Zugabe von Ammoniak, das die aus dem Katalysator und den freiwerdenden Wasser entstehende Phosphorsäure neutralisiert, abgekühlt:
Nach einer Aufreinigung reagiert das entstehende Keten mit Essigsäure zu Essigsäureanhydrid bei Temperaturen von 45 bis 55 °C und einem Druck von 0,05 bis 0,2 bar:

2. Stufe: Essigsäureanhydrid-Herstellung

Industriell wird Essigsäureanhydrid mittlerweile zum großen Teil nach dem Tennessee-Eastman-Essigsäureanhydrid-Prozess produziert.